# Canning Highway
Der Canning Highway ist eine Hauptverkehrsstraße in Perth im Südosten des australischen Bundesstaates Western Australia. Er verbindet den Great Eastern Highway und den Albany Highway im Stadtviertel Victoria Park mit der Hafenstadt Fremantle.
Die Straße ist größtenteils vierspurig ausgebaut und auf ihrer gesamten Länge mit einer Geschwindigkeitsbeschränkung auf 60 km/h versehen. Sie begleitet den Swan River an seinem Südufer zwischen dem Causeway (S5) in Victoria Park und der Queen Victoria Street (S12) in Fremantle.

## Geschichte
Der Canning Highway wurde nach Alfred Canning, einem der ersten Pastoralisten in Western Australia, der sich Ende des 19. Jahrhunderts in einem Gebiet niederließ, das heute zur Local Government Area Melville City gehört.
Mit den Arbeiten an dem modernen Highway begann man in den 1920er-Jahren. Verstärkt begannen die Bauarbeiten 1927 mit dem Ausbau des 8 km langen Abschnitts zwischen der Suburban Street in South Perth und der Petra Street in East Fremantle. Anfangs trug die Straße folgende Bezeichnungen:
- Canning Road (Fremantle–Wireless Hill)
- Perth–Fremantle Road (Wireless Hill–Canning Bridge)
- Lower Canning Road (Canning Bridge–South Terrace)
- Fremantle Road (South Terrace–Causeway)

Am 23. November 1937 wurde die Straße offiziell in 'Canning Highway' umbenannt. 1938 wurde die heutige Nordbrücke über den Canning River eröffnet. Sie war 9,8 m breit und aus Holz, wie damals üblich. Die beim Bau gemachten Erfahrungen konnte man beim Bau der Fremantle Traffic Bridge über den Swan River ein Jahr später nutzen. Diese Brücke verband den Canning Highway bei Fremantle mit North Fremantle und bildet heute das westliche Ende der Straße.
1958 wurde zusammen mit dem Kwinana Freeway zwischen der Narrows Bridge und dem Canning Highway die heutige Südbrücke über den Canning River gebaut.
1974 wurde der Kreisverkehr am Südende des Causeway in Victoria Park zu einem Teilkleeblatt ausgebaut, sodass der Canning Highway kreuzungsfrei an den Great Eastern Highway angeschlossen war. Zur gleichen Zeit wurde der Stirling Highway von North Fremantle über den Swan River und die neue Sterling Bridge verlängert und an den Canning Highway angeschlossen.
1979 entstand eine neue höhenfreie Kreuzung mit dem Kwinana Freeway an der Nordbrücke über den Canning River, sodass dieser unter dem Canning Highway hindurch nach Süden verlängert werden konnte.
Seitdem gab es nur noch kleine Veränderungen am Canning Highway, wie z. B. den Anbau kurzer zusätzlicher Spuren.

## Nummierung
Der Canning Highway übernimmt vom Great Eastern Highway die Nummerierung als Route 1 (R1) und gibt sie an den Kwinana Freeway weiter.
- auf der gesamten Länge
- von Victoria Park bis zur Nordbrücke über den Canning River

## Quelle
- Steve Parish: Australian Touring Atlas. Steve Parish Publishing, Archerfield QLD 2007, ISBN 978-1-74193-232-4, S. 77 (englisch).